# Antonio Ferrigno
Pour les articles homonymes, voir Ferrigno.
Antonio Ferrigno, né le 22 décembre 1863 à Maiori et mort le 12 décembre 1940 à Salerne, est un peintre italien.

## Biographie
Il fréquente l'atelier de Giacomo Di Chirico, dont il reçoit les premiers rudiments de l'art. Diplômé de l' Académie des beaux-arts de Naples, il s'installe au Brésil en 1893, où il reste douze ans : il vit à Rio de Janeiro et à San Paolo, où il est surnommé le peintre du café, et parvient à s'enrichir.
En 1905 il organise une dernière exposition à l'étranger,avant de repartir et de s'installer définitivement à Salerne.
Ses œuvres brésiliennes sont centrées sur le thème du café : Antonio Ferrigno fréquente le monde des fazenderos, les riches propriétaires terriens locaux, et peint souvent des œuvres sur commande pour ces riches châtelains. Ces peintures sont exposées à Paris en 1900, et sont visibles dans de nombreuses expositions et spectacles internationaux consacrés à la boisson sombre qui gagne en popularité sur le continent européen.

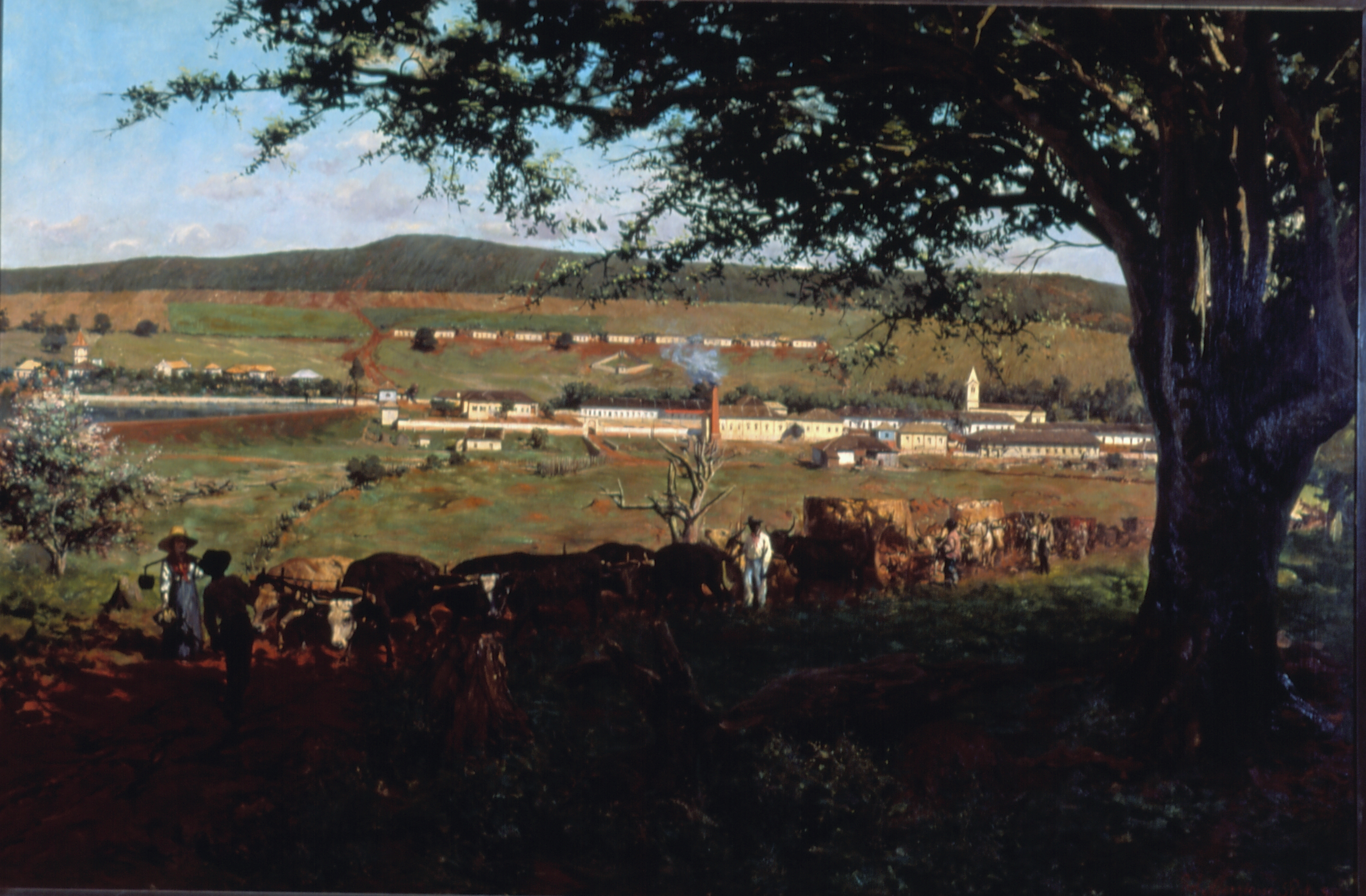
Seccaggio del caffè (1903).

Outre leur valeur artistique, les œuvres brésiliennes d'Antonio Ferrigno sont pertinentes pour leur aspect documentaire, car elles montrent en détail la vie dans les plantations de café brésiliennes au lendemain de l'abolition de l'esclavage (1888), à une époque où une grande partie de la main-d'œuvre est composée d'émigrants italiens, principalement de la Vénétie. Les tableaux montrent de manière très détaillée les étapes de la culture, de la récolte et de la préparation des grains de café, leur transport par voie ferrée.
Entre 1900 et 1904, Antonio Ferrigno se déplace vers l'intérieur des terres, dans l'État de São Paulo, où il vit comme invité dans les plantations de Victória et de Santa Gertrudes. La plantation Santa Gertrudes est un établissement modèle, équipé de la lumière électrique et du téléphone, deux éléments qui apparaissent dans certaines des œuvres produites à cette époque.
Le style d'Antonio Ferrigno s'inspire de celui de sa patrie et est influencé par les techniques de composition et de coloration de Costaioli de l'école de Maiori. Comme d'autres européens installés en Amérique du Sud, il acquiert un goût particulier pour les couleurs de la nature, qui reste sa marque stylistique même à son retour au pays et qui caractérise également ses œuvres des années 1920, notamment les toiles consacrées aux jardins luxuriants de la Villa Rufolo à Ravello.
L'œuvre d'Antonio Ferrigno fait l'objet d'une exposition rétrospective organisée en 2005, à l'occasion du centenaire de son installation en Italie, à la Pinacoteca do Estado de São Paulo.